# Norvegiabåen
Norvegiabåen är en nedsänkt sten, ca 2 meter under vattenytan på Bouvetöns nordkust (0,9 km nordöst om Kap Valdivia). Norvegia, skeppet som den norska expeditionen under kapten Harald Horntvedt använde, åkte på skäret den 3 december 1927. Stenen är namngiven efter skeppet.